# Sommer-Paralympics 2024/Teilnehmer (Schweden)
| stlisierte Goldmedaille | stlisierte Silbermedaille | stlisierte Bronzemedaille |
| ----------------------- | ------------------------- | ------------------------- |
| —                       | 1                         | 2                         |

Schweden entsandte 13 Athletinnen und sieben Athleten zu den Paralympischen Sommerspielen 2024 in Paris. Als Fahnenträgerin bei der Eröffnungsfeier wurde Louise Etzner Jakobsson ausgewählt.

## Medaillen

### Medaillenspiegel
| Rang   | Sportart          | Gold | Silber | Bronze | Gesamt |
| ------ | ----------------- | ---- | ------ | ------ | ------ |
| 1      | Schießen          | -    | 1      | -      | 1      |
| 2      | Judo              | -    | –      | 1      | 1      |
| 2      | Radsport (Straße) | -    | -      | 1      | 1      |
| Gesamt | Gesamt            | 0    | 1      | 2      | 3      |

### Medaillengewinner
| Name/n                     | Sportart          | Wettkampf               |
| -------------------------- | ----------------- | ----------------------- |
| Silber                     |                   |                         |
| Anna Benson                | Schießen          | 50 m Gewehr liegend SH1 |
| Bronze                     |                   |                         |
| Nicolina Pernheim Goodrich | Judo              | Klasse bis 70 kg J1     |
| Anna Beck                  | Radsport (Straße) | Einzelzeitfahren C1-3   |

## Teilnehmer nach Sportart

### Judo
| Athleten                   | Wettbewerb          | 1. Runde | 1. Runde | 1. Hoffnungsrunde | 1. Hoffnungsrunde | Viertelfinale | Viertelfinale | 2. Hoffnungsrunde | 2. Hoffnungsrunde | Halbfinale | Halbfinale | Kampf um Gold/Bronze | Kampf um Gold/Bronze | Rang |
| Athleten                   | Wettbewerb          | Gegner   | Ergebnis | Gegner            | Ergebnis          | Gegner        | Ergebnis      | Gegner            | Ergebnis          | Gegner     | Ergebnis   | Gegner               | Ergebnis             | Rang |
| -------------------------- | ------------------- | -------- | -------- | ----------------- | ----------------- | ------------- | ------------- | ----------------- | ----------------- | ---------- | ---------- | -------------------- | -------------------- | ---- |
| Frauen                     |                     |          |          |                   |                   |               |               |                   |                   |            |            |                      |                      |      |
| Nicolina Pernheim Goodrich | Klasse bis 70 kg J1 | —        | —        | —                 | —                 | T. Lkhaijav   | 10:0          | —                 | —                 | Liu Li     | 0:10       | M. Hajabipour        | 11:0                 |      |

### Radsport

#### Straße
| Athleten                               | Wettbewerb            | Zeit         | Rang |
| -------------------------------------- | --------------------- | ------------ | ---- |
| Frauen                                 |                       |              |      |
| Louise Jannering Pilot: Catrin Nilsson | Einzelzeitfahren B    | 43:19,76 min | 7    |
| Louise Jannering Pilot: Catrin Nilsson | Straßenrennen B       | 2:46,37 h    | 6    |
| Anna Beck                              | Einzelzeitfahren C1-3 | 21:54,71 min |      |
| Anna Beck                              | Straßenrennen C1-3    | 1:38,49 h    | 4    |
| Männer                                 |                       |              |      |
| Henrik Marvig                          | Einzelzeitfahren C3   | 45:37,27 min | 9    |
| Henrik Marvig                          | Straßenrennen C1-3    | 1:50,49 h    | 12   |

#### Bahn
| Athleten  | Wettbewerb             | Qualifikation | Qualifikation | Finals        | Finals        | Rang |
| Athleten  | Wettbewerb             | Zeit          | Rang          | Gegner        | Zeit          | Rang |
| --------- | ---------------------- | ------------- | ------------- | ------------- | ------------- | ---- |
| Frauen    |                        |               |               |               |               |      |
| Anna Beck | Einerverfolgung C1–2–3 | 3:59,993 min  | 6             | ausgeschieden | ausgeschieden | 6    |

### Reiten
| Athleten | Wettbewerb(e)               | Punkte/Prozent | Rang |
| --- | --------------------------- | -------------- | ---- |
| Anita Johnsson mit Currant LA                                                                                | Championship Test Grade I   | 67,792 %       | 13   |
| Renee Claesson-Ribring mit Zapp VS                                                                           | Championship Test Grade III | 67,500 %       | 8    |
| Renee Claesson-Ribring mit Zapp VS                                                                           | Kür Grade III               | 71,307 %       | 8    |
| Louise Etzner-Jakobsson mit Goldstrike B.J.                                                                  | Championship Test Grade IV  | 71,055 %       | 7    |
| Louise Etzner-Jakobsson mit Goldstrike B.J.                                                                  | Kür Grade IV                | 73,570 %       | 8    |
| Lotta Wallin mit Questionmark                                                                                | Championship Test Grade V   | 69,026 %       | 8    |
| Lotta Wallin mit Questionmark                                                                                | Kür Grade V                 | 70,565 %       | 8    |
| Renee Claesson-Ribring mit Zapp VS Louise Etzner-Jakobsson mit Goldstrike B.J. Lotta Wallin mit Questionmark | Mannschaft                  | 204,611 %      | 14   |

### Rudern
| Athleten       | Wettbewerb | Vorlauf    | Vorlauf | Hoffnungslauf | Hoffnungslauf | Finale     | Finale | Rang |
| Athleten       | Wettbewerb | Zeit (min) | Rang    | Zeit (min)    | Rang          | Zeit (min) | Rang   | Rang |
| -------------- | ---------- | ---------- | ------- | ------------- | ------------- | ---------- | ------ | ---- |
| Frauen         |            |            |         |               |               |            |        |      |
| Ebba Einarsson | PR1 Einer  | 11:35,91   | 5       | 11,33,21      | 4             | 11:45,33   | 3 (B)  | 9    |

### Schießen
| Athleten       | Wettbewerb                  | Qualifikation   | Qualifikation | Finale          | Finale        | Rang |
| Athleten       | Wettbewerb                  | Ringe/ Scheiben | Rang          | Ringe/ Scheiben | Rang          | Rang |
| -------------- | --------------------------- | --------------- | ------------- | --------------- | ------------- | ---- |
| Frauen         |                             |                 |               |                 |               |      |
| Anna Benson    | 10 m Luftgewehr stehend SH1 | 620,5           | 6             | 184,7           | 5             | 5    |
| Anna Benson    | 50 m Dreistellungskampf SH1 | 1175            | 1             | 432,6           | 4             | 4    |
| Mixed          |                             |                 |               |                 |               |      |
| Philip Jonsson | 10 m Luftgewehr stehend SH2 | 630,4           | 12            | ausgeschieden   | ausgeschieden | 12   |
| Philip Jonsson | 10 m Luftgewehr liegend SH2 | 633,5           | 19            | ausgeschieden   | ausgeschieden | 19   |
| Anna Benson    | 50 m Gewehr liegend SH1     | 626,3           | 3             | 248,8           | 2             |      |
| Philip Jonsson | 50 m Gewehr liegend SH2     | 619,3           | 16            | ausgeschieden   | ausgeschieden | 16   |

### Schwimmen
| Athleten                 | Wettbewerb            | Vorlauf     | Vorlauf | Finale        | Finale        | Rang |
| Athleten                 | Wettbewerb            | Zeit        | Rang    | Zeit          | Rang          | Rang |
| ------------------------ | --------------------- | ----------- | ------- | ------------- | ------------- | ---- |
| Frauen                   |                       |             |         |               |               |      |
| Nicola St Clair Maitland | 400 m Freistil S7     | 5:57,26 min | 10      | ausgeschieden | ausgeschieden | 10   |
| Nicola St Clair Maitland | 50 m Schmetterling S7 | 41,64 s     | 16      | ausgeschieden | ausgeschieden | 16   |
| Pernilla Lindberg        | 200 m Freistil S14    | 2:14,42 min | 7       | 2:14,31 min   | 8             |      |
| Pernilla Lindberg        | 100 m Brust SB14      | 1:22,68     | 10      | ausgeschieden | ausgeschieden | 10   |
| Pernilla Lindberg        | 200 m Lagen SM14      | 2:34,32     | 7       | 2:33,94       | 7             | 7    |
| Männer                   |                       |             |         |               |               |      |
| Conrad Hildebrand        | 200 m Freistil S2     | 5:43,94     | 11      | ausgeschieden | ausgeschieden | 11   |
| Conrad Hildebrand        | 50 m Rücken S2        | 1:19,66 min | 9       | ausgeschieden | ausgeschieden | 9    |
| Conrad Hildebrand        | 100 m Rücken S2       | 2:45,44 min | 9       | ausgeschieden | ausgeschieden | 9    |

### Tischtennis
| Athleten                         | Wettbewerb  | 1. Runde            | 1. Runde | Achtelfinale               | Achtelfinale  | Viertelfinale              | Viertelfinale | Halbfinale    | Halbfinale    | Finale        | Finale        | Rang |
| Athleten                         | Wettbewerb  | Gegner              | Erg.     | Gegner                     | Erg.          | Gegner                     | Erg.          | Gegner        | Erg.          | Gegner        | Erg.          | Rang |
| -------------------------------- | ----------- | ------------------- | -------- | -------------------------- | ------------- | -------------------------- | ------------- | ------------- | ------------- | ------------- | ------------- | ---- |
| Frauen                           |             |                     |          |                            |               |                            |               |               |               |               |               |      |
| Smilla Sand                      | Einzel C7   | —                   | —        | J. H. Slettum              | 3:0           | B. Twomey                  | 0:3           | ausgeschieden | ausgeschieden | ausgeschieden | ausgeschieden | 5    |
| Anja Handen                      | Einzel C10  | —                   | —        | Hou C.                     | 3:0           | B. Alexandre               | 1:3           | ausgeschieden | ausgeschieden | ausgeschieden | ausgeschieden | 5    |
| Smilla Sand Anja Handen          | Doppel WD20 | —                   | —        | M. Demir / N. Kavas        | 0:3           | ausgeschieden              | ausgeschieden | ausgeschieden | ausgeschieden | ausgeschieden | ausgeschieden | 9    |
| Männer                           |             |                     |          |                            |               |                            |               |               |               |               |               |      |
| Alexander Ohgren                 | Einzel C3   | E. Rodriguez        | 0:3      | ausgeschieden              | ausgeschieden | ausgeschieden              | ausgeschieden | ausgeschieden | ausgeschieden | ausgeschieden | ausgeschieden | 17   |
| Jonas Hansson                    | Einzel C7   | —                   | —        | P.Salmin                   | 3:1           | J. P. Montanus             | 1:3           | ausgeschieden | ausgeschieden | ausgeschieden | ausgeschieden | 5    |
| Emil Andersson                   | Einzel C8   | —                   | —        | B. Zohil                   | 3:2           | V. Didukh                  | 2:3           | ausgeschieden | ausgeschieden | ausgeschieden | ausgeschieden | 5    |
| Daniel Gustavsson                | Einzel C9   | —                   | —        | Zhao Y.                    | 3:0           | L. Devos                   | 0:3           | ausgeschieden | ausgeschieden | ausgeschieden | ausgeschieden | 5    |
| Emil Andersson Daniel Gustafsson | Doppel MD18 | —                   | —        | C. Punpoo / B. Sillapakong | 3:1           | P. Chojnowski / P.Grudzien | 1:3           | ausgeschieden | ausgeschieden | ausgeschieden | ausgeschieden | 5    |
| Mixed                            |             |                     |          |                            |               |                            |               |               |               |               |               |      |
| Jonas Hansson Anja Handen        | Doppel XD17 | T.Hirth / M. Tapper | 3:1      | P. Salmin / B. Alexandre   | 0:3           | ausgeschieden              | ausgeschieden | ausgeschieden | ausgeschieden | ausgeschieden | ausgeschieden | 9    |